# Spike (Buffy: Postrach wampirów)
Spike (znany także jako William the Bloody; pl. Krwawy William) – fikcyjny bohater stworzony na potrzeby seriali Buffy: Postrach wampirów i Anioł ciemności przez Jossa Whedona. Postać grana przez amerykańskiego aktora i piosenkarza Jamesa Marstersa.

## Życie śmiertelnika
William urodził się około 1854 roku w Londynie, gdzie mieszkał wraz ze swoją matką Anne do lat 80. XIX wieku. Imię ojca, jak i nazwisko rodzinne, nigdy nie zostało wymienione w serialu. W młodości zajmował się tworzeniem poezji, która była wyśmiewana przez wszystkich ludzi z wyjątkiem jego matki. Z tym wiąże się pierwsze przezwisko wampira „the Bloody” od okropnej poezji, której był autorem (ang. „bloody awful poetry”) – odcinek pt. „Fool for Love”. Swoją poezję dedykował swojej ukochanej Cecily, wyznając jej w ten sposób swoją miłość, jednakże kobieta wzgardziła jego uczuciami. Wyniki jego poetyckiej twórczości można podziwiać w odcinkach „Fool for Love” i „Lies My Parents Told Me”.

## Życie wampira do czasu Sunnydale
Około 1880 mając, pomiędzy 25 a 30 rokiem życia, został przemieniony przez Drusillę w wampira. Po paru dniach nie pojawiania się w domu matki, powrócił do niego wraz ze swoją nową ukochaną. Chcąc uratować Anne przed śmiercią z powodu zaawansowanej gruźlicy uczynił z niej potwora podobnego do siebie. Chciał, by razem z Drusillą żyli w tej postaci całą wieczność. William został jednak zmuszony do unicestwienia własnej matki po tym, jak pod wpływem przemiany w potwora powiedziała mu wiele przykrych rzeczy.
Przez następne lata podróżował po całym świecie ze swoją nową wampirzą rodziną w składzie: Drusilla, Darla i Angelus. Odwiedził wtedy m.in.: Włochy, Grecję, Anglię, i Chiny. Wówczas przyjął nowe przezwisko „Spike”, pochodzące od jego ulubionych narzędzi tortur – gwoździ służących do połączenia ze sobą szyn kolejowych (ang. „railway spikes”). W tym czasie zabił pierwszą pogromczynię podczas powstania bokserów. Walka stoczona z dziewczyną pozostawiła swój ślad na twarzy wampira w postaci blizny na łuku brwiowym. Kolejną pogromczynię, Nikki Wood, unicestwił w 1977 w Nowym Jorku. Zdarty z niej płaszcz stał się nieodłącznym atrybutem Spike’a.

## Sunnydale
Spike po raz pierwszy pojawia się w Sunnydale w odcinku „School Hard”, kiedy przybywa do miasta z Drusillą w celu odzyskania sił utraconych podczas pobytu w Pradze. W drugim sezonie serialu są ze swoją ukochaną jednymi z głównych wrogów Buffy. Początkowo mający zostać szybko wyeliminowany wampir stając się ulubieńcem fanów serialu pozostał jednym z głównych bohaterów, aż do końca serii.
W czwartym sezonie Spike wiąże się z młodą wampirzycą Harmony Kendall, jednak ich związek był burzliwy i nietrwały. Z czasem Spike zaczyna zmieniać swoje nastawienie w stosunku do Buffy. Nie potrafiąc poradzić sobie z uczuciem zleca Warrenowi zrobienie „BuffyBota”. Ostatecznie uszkodzony „BuffyBot” trafia do piwnicy Buffy.
W szóstym sezonie Spike często spotyka się z Buffy, która jednak traktuje go jako pocieszyciela. Nie mogąc wytrzymać takiej sytuacji spędza noc z Anyą. Ponadto próbuje zgwałcić Buffy. W końcu ucieka z Sunnydale by odzyskać duszę, co w końcu mu się udaje. Gdy powraca do miasta Scooby Gang nie jest przekonany, co do intencji Spike’a. Pomimo wcześniejszych wydarzeń Buffy zaczyna czuć coś do wampira, który pomimo namawiania do czynienia zła przez Pierwsze zło, pomaga pogromczyni. 
Ratując świat od zagłady w odcinku „Chosen One” ginie, jednak odradza się ponownie parę miesięcy później w siedzibie Wolfram & Hart w Los Angeles.

## Los Angeles
W Los Angeles Spike odradza się w magiczny sposób z medalionu, który miał na szyi podczas apokalipsy, przesłanego do siedziby Wolfram & Hart prowadzonej przez Angela. Nie posiadając ciała znajdował się pomiędzy ziemią a zaświatami nie mogąc opuścić Miasta Aniołów. Cielesną postać otrzymał otwierając tajemniczą paczkę zaadresowaną do niego. Pomimo początkowej niechęci przyłącza się do grupy Angela i uczestniczy w ostatecznym rozrachunku dobra ze złem kończącego piąty, ostatni sezon Anioła ciemności.

## Inne informacje
- Naturalny kolor włosów Spike’a to ciemny blond w odróżnieniu do platynowego blondu, który jest jedną z charakterystycznych cech wampira pod koniec XX wieku.
- Pojazdy, którymi się porusza: Dodge Kiper; czarny DeSoto Sportsman z przyciemnianymi szybami (rejestracja HIA 8730);
- Spike często ogląda telewizję (lubi telenowele);
- Słucha nowoczesnej muzyki np. Sex Pistols („Initiative”)
- Potrafi obsługiwać komputer;
- Mówi po angielsku z akcentem cockney, językiem demonów Fyarl, łaciną i językiem Luganda;
- Posiada sporą wiedzę na temat demonów, wampirzych legend i podań;
- Lubi pić piwo, whisky, dodawać herbatniki Weetabix do krwi („Hush”), czekoladę, kakao i pianki („Lover's walk”), jeść kwiatki z cebuli („Fool for Love”, „Triangle”).
- Pali papierosy marki Morley i używa zapalniczki firmy Zippo.

## Związki
- Cecily – jeszcze za życia, pisał dla niej wiersze. Pojawiła się w odcinku „Fool for Love”. Nigdy nie uzyskał aprobaty wybranki.
- Drusilla – stworzyła go, ale parą byli dopiero od 1900 do 1998 roku. Jak wiemy z odcinka „Fool for Love” ich związek rozpoczął się tuż po zabiciu przez Spike’a pierwszej pogromczyni. W sezonie piątym na krótko znów byli razem, dzięki niej Spike mógł znowu zabijać mimo chipa. Jednak ostatecznie Spike zostaje przy Buffy i reszcie grupy.
- Harmony Kendall – w sezonie czwartym i piątym. Już w trakcie tego związku Spike zaczyna kochać pogromczynię.
- Buffy Summers – od sezonu piątego do końca serialu. Początkowo jest to miłość jednostronna, dopiero po odzyskaniu przez Spike’a duszy, staje się czymś więcej.